# Hrvatska kuglačka liga za muškarce 1992.
Prvu hrvatsku kuglačku ligu za 1992., ujedno i prvo klupsko prvenstvo Hrvatske je osvojio klub Grmoščica iz Zagreba.

## 1. liga
| mj  | klub                                  | bod            |
| --- | ------------------------------------- | -------------- |
| 1.  | Grmoščica (Zagreb)                    | 88             |
| 2.  | Poštar - Poštanska štedionica (Zadar) | 73             |
| 3.  | Medveščak - Infosistem (Zagreb)       | 71             |
| 4.  | Poštar (Split)                        | 66             |
| 5.  | Osijek (Osijek)                       | 47             |
| 6.  | Kvarner (Rijeka)                      | 46             |
| 7.  | Ceste (Pula)                          | 45             |
| 8.  | Kandit (Osijek)                       | 31             |
| 9.  | Marjan (Split)                        | 23             |
| 10. | Spačva (Vinkovci)                     | 20             |
| 11. | Brodosplit (Split)                    | 18             |
| 12. | Zanatlija (Nova Gradiška)             | nisu nastupili |

 Izvori: 

 Hrvatski športski almanah 1992/1993

## 2. liga

### Jug
Igrano turnirski.
| mj | klub              | bod |
| -- | ----------------- | --- |
| 1. | Lokomotiva Rijeka | 47  |
| 2. | Delnice           | 42  |
| 3. | Imotski           | 38  |
| 4. | Klek Ogulin       | 37  |
| 5. | Poštar Rijeka     | 35  |
| 6. | Cetinka Trilj     | 15  |

 Izvori: 

 Kuglački klub "Klek" : 1953. – 2003.